# Christoph Scheuerecker
Christoph Scheuerecker (* 13. März 1963 in München) ist ein in München lebender deutscher Autor, Künstler, Kunsterzieher. Bildhauer und Imker.

## Leben

### Ausbildung
Christoph Scheuerecker ist in Baldham bei München aufgewachsen, wo er bis 1973 die Grundschule besuchte. Das Abitur machte er 1981 am Humboldt-Gymnasium in Vaterstetten. Von 1984 bis 1986 lebte er im Hunsrück, von wo aus er beruflich in Düsseldorf tätig war. Dort lernte er bei Johannes Stüttgen, der ihn mit den Arbeiten und Ideen von Joseph Beuys vertraut machte. Von 1986 bis 1987 absolvierte er eine Lehre als Schreiner und Zimmerer in Wolfratshausen. 1987 bis 1994 studierte Scheuerecker Bildhauerei und Gießerei bei Heribert Sturm an der Akademie der Bildenden Künste München, wo er 1994 seinen Abschluss mit dem Staatsexamen für Kunsterziehung machte.

### Beruflicher Werdegang
Seit 1994 ist Scheuerecker freiberuflich tätig. Neben der Bildhauerei und Gießerei schuf er zahlreiche Arbeiten auf Papier. In Ausstellungen unter anderem in München und Mailand präsentiert er seine Kunstwerke und Installationen. Zusammen mit anderen Kunstschaffenden widmet er sich in Ausstellungen und Tagungen dem Themenkreis Mensch, Tier, Umwelt, so im Sommer 2021 zusammen mit 30 Künstlern unter dem Motto „Kunst bis in die Wurzelspitzen“ in Seeshaupt im Gelände einer ehemaligen Gärtnerei. Für Christoph Scheuerecker bedeutet Kunst Suchen und Wahrnehmen. Er sammelt alltägliche Gegenstände und Materialien, fügt sie zusammen und gibt ihnen einen neuen Sinn. Er bezeichnet diese Dinge als „Originalkopien“, denen  er durch seine Bearbeitungen und Arrangements neue Funktionen zuweist. Das können Ausschnitte aus Büchern und Zeitschriften sein, oder auch Produkte wie Bienenwachs, Gips, Metall, Holz, wie er dies in einer Ausstellung im Rahmen der 5. Landshuter Kulturnacht deutlich gemacht hat. In einer seiner ersten Ausstellungen 2006 in Ebersberg verlegte er sich auf Materialien wie Blei, Aluminium, Eisen und Bronze, dazu Bienenwachs aus seiner Tätigkeit als Imker. Welche Rolle alltägliche Gegenstände in seinem künstlerischen Wirken spielen, erläutert er in dem Katalog zu dieser Ausstellung. Ein anderer Schwerpunkt Scheuereckers ist das Thema Essen und Kunst. Er engagiert sich in Künstlerdiskussionen, in denen Ideen und Bilder im Kontext zu Erfahrungen beim Essen entwickelt werden. 2021 widmete er seine Ausstellung in Bayreuth dem Themenkreis Faschismus, Rassismus und Antisemitismus.

### Der Stadtimker
Bereits während seines Studiums befasste sich Scheuerecker intensiv mit der Biene und der Umwelt, in der die Biene als Individuum und soziales Wesen lebt. 1992 stellte er im Garten der Akademie der Bildenden Künste München seine ersten Bienenstöcke auf. 1995 erlaubte ihm die Stadtgärtnerei München im Rosengarten an der Isar inmitten eines weitläufigen Biotops am Auer Mühlbach ein halbes Dutzend Bienenvölker anzusiedeln. Das war für ihn der entscheidende Schritt hin zur Imkerei in der Stadt. Der daraus resultierende Begriff Stadtimker tauchte erstmal in einer Sendung im Bayerischen Rundfunk auf, ein halbstündiges Hörfunkfeature, in dem über die Initiative von Christoph Scheuerecker im Rosengarten an der Isar und seine Ideen zum Bienenschutz in der Stadt berichtet wurde.
Er dokumentiert dies in seinem Buch „Honiggeschichten“.

### Das Projekt APICULTURA
Die künstlerische Arbeit Scheuereckers speist sich überwiegend aus der Betrachtung von Naturzusammenhängen. Aus diesem konzeptionellen Ansatz heraus hat er das Projekt APICULTURA entwickelt. Der Begriff APICULTURA bezieht sich auf die Lebenstemperatur der Bienen im Bienenstock, die in etwa der Körpertemperatur des Menschen entspricht. In Ausstellungen, Vorträgen und Diskussionen stellt er die Lebenswelt der Bienen in den Fokus und spannt dabei stets den Bogen von der Honigbiene zur Umwelt zum Imker und hin zur Kunst. Dies in Verbindung mit Anstößen zur Schaffung neuer Lebensräume für Bienen und Schmetterlinge. Im Skulpturprojekt des Kunstvereins gelang es ihm mitten in der Ebersberger Innenstadt ein Biotop für Wildbienen zu schaffen, ein aus drei Brachflächen bestehendes Wildblumenbiotop, das im Zuge des Projekts des Projektdauerhaft angelegt wurde. In Zusammenhang mit einem anderen Projekt prägte er den Begriff des „Insektensupermarkts“, der sich ergibt, wenn Blumen, Stauden, Bäume, Sträucher, sowie Totholz und Sand einen Lebensraum für zahlreiche Insekten ergeben.
Seinen Weg vom Künstler und Bildhauer hin zum Imker beschreibt Scheuerecker in dem über 500 Seiten umfassenden Buch „Näheres - 25 Jahre APICULTURA“. Seine Erlebnisse und Erfahrungen mit den Bienen stehen im Fokus des Buchs. Und er dokumentiert darin, wie er all dies in der Kunst, als Zeichnung, als Skulptur, als Installation, oder auch in der Poesie festhält. Das Buch ist ein buntes Kaleidoskop, das Bienenkunde, Botanik, Biologie, Literatur und Kunst miteinander verquickt.

## Veröffentlichungen
- Christoph Scheuerecker, Honiggeschichten, München, Medienhaus Kastner, 2004, ISBN=3-00-016956-3, 156 Seiten
- Christoph Scheuerecker, Näheres, 25 Jahre Apicultura, München, Verlag Silke Schreiber, 2019, ISBN=978-388960-186-5, 511 Seiten
- Christoph Scheuerecker, Tagungsband Bulb, Galerie „Alte Brennerei“, Medienhaus Wolnzach, 2006, 240 Seiten

## Ausstellungen
- 2021 Ausstellung „Wurzelspitzen“,[22] Seeshaupt
- 2021 „Aus dem Nachlass“ im Kunstverein Bayreuth,[23] Bayreuth
- 2017 Tischgespräche in „bocca al lupo“ in der Akademie München,[24] München
- 2017 Kunstverein Ebersberg,[25] Ebersberg
- 2012 Werkschau, „galerie für objekte + bilder“,[26]  München
- 2010 „no ants land“ mit Michael von Brentano, in der Artotek,[27] München
- 2010 Galleria Scoglio di Quarto, mit Anna Di Febo,[28] Milan
- 2009 die flaute/la calma chicha,[29] München
- 2005 Bienenausstellung „bulb“,[30] Ebersberg
- 2004 una partita combinata, die erste Reihe,[31] München
- 2003 Verein für Original-Radierung,[32] München